# USA's forfatning
USA's forfatning (engelsk: Constitution of the United States of America) er de grundlæggende regler og love (grundlove), som fastsætter Amerikas Forenede Staters styreform og organisering. Det er den korteste samt næstældste, stadig gældende, forfatning i verden – kun overgået af San Marinos forfatning, som kan tilbagedateres til 1600. Den er grundlag og udgangspunkt for al lovgivning og al myndighedsudøvelse på føderalt niveau i USA, ligesom den definerer omfanget og begrænsningerne af den føderale stats – dvs. centralregeringens – beføjelser. Herunder tilkendegiver forfatningen de indbyrdes ansvarsområder, forpligtigelser og forholdet mellem føderationen, de enkelte delstater og borgerne i USA.
USA's forfatning (eller den føderale forfatning) skal ikke forveksles med de enkelte delstaters forfatninger. Således har de enkelte amerikanske delstater alle deres egen forfatning, som i nogen grad ligner den føderale forfatning, idet disse ligeledes skitserer myndighedsstrukturen og omfanget af denne – omend ikke på føderalt niveau men derimod på delstats niveau. De enkelte delstaters forfatninger er dog oftest meget længere og mere detaljeret sammenlignet med den føderale forfatning. Således består USA's forfatning aktuelt af ca. af 7.550 ord, mens delstaten Alabamas forfatning består af mere end 300.000 ord. Dette skyldes bl.a. udformningen af USA's forfatning, herunder dens principper om føderalisme. Her forsøger USA's forfatning i højere grad at beskrive forskellige rettigheder på et overordnet niveau, ligesom den har større fokus på at etablere og tildele forskellige magtbeføjelser til forskellige instanser. Det er herefter i højere grad delstaternes opgave at konkretisere dette, således det adresserer delstats-specifikke samt aktuelle problemstillinger. De enkelte delstaterne har dermed en høj grad af selvbestemmelse, hvorved de i højere grad har behov for at kunne opdatere, tilføje og ændre deres forfatninger, således at disse modsvarer nye ønsker og behov fra delstatens borgere. Som direkte følge af dette er det konstrueret således, at det er nemmere at ændre en delstats forfatning sammenlignet med den føderale forfatning (som gengivet i Artikel V). Et direkte resultat heraf er, at USA's forfatning kun blevet ændret sytten gang siden vedtagelsen af "the Bill of Rights" i 1791.
USA's forfatnings første tre artikler tilkendegiver tilsammen doktrinen om magtadskillelse, som inddeler den føderale stat i tre grene (magtens tredeling):
- en lovgivende magt: Kongressen, som består af to kamre, henholdsvis Repræsentanternes Hus og Senatet (Artikel I).

- en udøvende magt: regeringen, som ledes af USA's præsident (Artikel II).

- en dømmende magt: de føderale domstole, som ledes af USA's højesteretspræsident (Artikel III).

De tre artikler skitserer magtbeføjelserne og opgaverne for hver af de tre grene. Artikel IV, Artikel V og Artikel VI tilkendegiver konceptet om føderalisme. Heri beskrives delstaternes rettigheder og ansvarsområder i relation til den føderale regering, herunder den fælles proces hvormed forfatningsændringer gennemføres. Forfatningen henlægger en række opgaver til de amerikanske delstater og skaber derved et føderalt regeringssystem. Artikel VII fastlægger den procedure, som de tretten oprindelige delstater efterfølgende anvendte til at ratificere USA's forfatning.
USA's forfatning blev vedtaget den 17. september 1787 af Forfatningskonventet i Philadelphia og blev godkendt ved forfatningskonventer i hver af de amerikanske delstater. I modsætning til fx den danske grundlov er USA's forfatning ikke omskrevet efter vedtagelsen, men der er derimod vedtaget forskellige tilføjelser (engelsk: amendments). De første 10 blev vedtaget blot fire år efter at forfatningen var vedtaget, i 1791, og omtales som "the Bill of Rights". De bekskriver en række grundlæggende rettigheder, som alle borgere i USA er sikret, herunder ytrings-, religions-, og pressefrihed (1. tilføjelse) samt retten til at bære og holde våben (2. tilføjelse)
Forfatningen har en central placering i amerikansk lovgivning og politisk kultur. Det håndskrevne originaldokument, som blev nedfældet af Jacob Shallus, er udstillet i National Archives and Records Administration i Washington, D.C.

## Historie

### Udkast og ratifikationsbetingelser
Articles of Confederation and Perpetual Union var den første amerikanske forfatning.
I september 1786 mødtes udsendinge fra fem stater til Annapoliskonventet for at diskutere ændringer til Articles of Confederation, som ville styrke handelen. De inviterede repræsentanter for staterne til at mødes i Philadelphia for at diskutere forbedringer af det føderale styre. Efter at have debatteret sagen, anbefalede konføderationens Kongres den 21. februar 1787 planen om at revidere Articles of Confederation. Tolv stater, Rhode Island var den eneste undtagelse, accepterede denne invitation og sendte delegerede, som skulle mødes i maj 1787. Resolutionen, som indkaldte konventet, specificerede, at formålet var at foreslå tilføjelser til de eksisterende artikler, men gennem diskussioner og debat stod det i midten af juni klart, at i stedet for at lave tilføjelser til de eksisterende artikler ville konventet foreslå en ny forfatning. Konventet i Philadelphia besluttede at holde debatterne hemmelige, så de delgerede kunne tale frit. De besluttede også at lave udkast til en grundlæggende anderledes regeringsform. På trods af artikel 13 i Articles of Confederation, som sagde, at unionen var evig, og at enhver ændring skulle vedtages af en amerikansk kongres og bekræftes af de lovgivende forsamlinger i alle stater," sagde artikel VII i den foreslåede forfatning, at kun ni af de 13 stater behøvede at godkende forfatningen for at den kunne træde i kraft (for de deltagende stater). Den aktuelle viden om udformningen og opbygningen af USA's forfatning stammer primært fra de dagbøger, som er efterladt efter James Madison, som lavede et fuldstændigt referat af møderne under forfatningskonventet.

### Philadelphiakonventets arbejde
Virginia-planen var den uofficielle dagsorden for konventet og blev i første række udformet af James Madison, som anses for at være "Forfatningens far" på grund af sin store indsats. Det var vægtet i retning af de store staters interesser, og foreslog bl.a.:
- En stærk lovgivende forsamling med to kamre – Repræsentanternes hus og Senatet[13]
- En regering udpeget af den lovgivende forsamling
- Domstole med livstidsudpegede dommere og vagt definerede beføjelser
- Den lovgivende forsamling skulle kunne nedlægge veto mod delstaters love

Et alternativt forslag, William Patersons New Jersey-plan, gav staterne samme vægt og blev støttet af de mindre stater. Roger Sherman fra Connecticut fik udarbejdet et kompromis hvorefter Repræsentanternes hus skulle repræsentere folket, et senat som repræsenterede staterne og en præsident, som blev valgt af et valgmandskollegium.
Det omstridte spørgsmål om slaveri var for kontroversielt til at blive løst under konventet. Som følge heraf indeholdt den oprindelige forfatning fire bestemmelser, som stiltiende tillod slaveriet i de næste 20 år. Sektion 9 i artikel I tillod fortsat import af sådanne personer, sektion 2 i artikel IV forbød bistand til flygtende personer og krævede deres tilbagelevering, hvis flugten var lykkedes og sektion 2 i artikel I definerede andre personer som "tre-femtedele" af en person ved beregning af en stats officielle befolkningstal til brug ved føderale valg og føderal beskatning. Artikel V forbød tilføjelser eller lovgivning, som ændrede reglerne om import af slaver indtil 1808 og gav dermed staterne 20 år til at løse dette problem. Undladelsen af at gøre det bidrog til borgerkrigen.

### Ratificering
I modstrid med processen for ændring af forfatningen, som fastlagt i artikel 13 i den gamle forfatning, udsendte Kongressen forslagene og fastlagde betingelserne for repræsentation.
Den 17. september 1787 blev forfatningen færdiggjort, efterfulgt af en tale af Benjamin Franklin, som opfordrede til enstemmighed, selv om konventet havde besluttet, at kun ni stater behøvede at ratificere. Konventet fremsendte forfatningsforslaget til Konføderationskongressen, hvor det blev godkendt i overensstemmelse med artikel 13 i konføderationsforfatningen.
Da Konføderationskongressen fik meddelelse om, at New Hampshire som den 9. stat havde ratificeret forfatningen, fastlagde den en tidstabel for overgang til den nye forfatning og den 4. marts 1789 begyndte den føderale regering at fungere.

### Historiske påvirkninger
Adskillige ideer i forfatningen var nye, og mange var hentet i litteraturen om republikanisme i De forenede Stater, de 13 staters erfaringer og Storbritanniens erfaringer med blandet styre. Den største indflydelse fra Europa kom fra Montesquieu, som understregede behovet for at have afbalancerede kræfter, som holdt hinanden i ave for at undgå tyranni. (Denne tanke afspejler indflydelsen fra Polybius' afhandling fra 2. århundrede f.Kr. om magtadskillelsen i den romerske republiks forfatning). Den britiske politiske filosof John Locke havde en stor indflydelse og retssikkerhedsklausulen i forfatningen var delvis baseret på retspraksis, som havde rødder tilbage til Magna Carta fra 1215.

### Indflydelse på de borgerlige rettigheder
United States Bill of Rights består af ti tilføjelser, som blev optaget i forfatningen i 1791, således som støtter af forfatningen havde lovet kritikere under debatterne i 1788. Den engelske Bill of Rights (1689) var en inspirationskilde til den amerikanske Bill of Rights. Begge forlanger anvendelse af nævningedomstole, indeholder en ret til at bære våben, forbyder for høje kautioner og forbyder "grusomme og usædvanlige straffe". Mange friheder, som var beskyttet af staternes forfatninger og Virginia Declaration of Rights blev inkorporeret i Bill of Rights.

## Forfatningens bestemmelser
Forfatningen består af en præambel, syv oprindelige artikler, 27 tilføjelser (amendments) og en paragraf, som bevidner dens godkendelse af forfatningskonventet.

### Præambel: Formålsbeskrivelse
Præambelen lyder:
| Citat | Vi De forenede Staters folk, for at danne en mere perfekt union, skabe retfærdighed, sikre indre ro, sikre fælles forsvar, fremme den generelle velfærd, og sikre velsignelserne ved frihed for os selv og vores fremtid, fastsætter og etablerer denne forfatning for Amerikas forenede Stater. | Citat |
|       | |       |

Præambelen tildeler ikke nogen speciel autoritet til føderationen og forbyder ikke nogen bestemt autoritet. Den fremlægger det faktum, at den føderationen ikke har bemyndigelser udover hvad der følger efter præambelen og med tilføjelser. Præambelen er en af de mest citerede dele af forfatningen. På dette tidspunkt regnede føderalisterne ikke med at der var behov for en "bill of rights" da de mente at præambelen forklarede folkets rettigheder.

### Artikel I: Den lovgivende magt
Artikel et beskriver Kongressen, den lovgivende magt i føderationen. Kongressen består af to ligestillede kamre: Repræsentanternes hus og Senatet.
Artiklen fastlægger valgmetoden og kvalifikationerne som medlemmer af hvert kammer skal opfylde. Medlemmer af Repræsentanternes hus skal være mindst 25 år, have været amerikanske statsborgere i mindst 7 år, og bo i den stat som de repræsenterer. Senatorer skal være mindst 30 år, have været statsborgere i 9 år og bo i den stat de repræsenterer.
Sektion 1 i artikel et lyder: "Al lovgivningsmagt som tildeles her, skal placeres i en Kongres for De forenede Stater, som skal bestå af et Senat og et Repræsentanternes hus." Dette giver Kongressen mere end blot ansvar for at vedtage regler for dens eget virke og for afstraffelse af dets medlemmer. Den placerer regeringsmagten primært i Kongressen.
Sektion 8 i artikel et opregner de lovgivningsmæssige rettigheder. De opremsede rettigheder og alle andre rettigheder gøres til den lovgivende magts eksklusive ansvarsområde:
Kongressen skal have magt ... til at lave alle love, som er nødvendige og passende til for at sikre udførelsen af de angivne beføjelser og alle andre magtbeføjelser, som denne forfatning tildeler den føderale regering eller noget ministerium eller enkeltperson herunder.
Sektion 9 i artikel et indeholder en række specifikke begrænsninger af kongressens magtbeføjelser, og sektion 10 begrænser delstaternes rettigheder.
USA's højesteret har fortolket handelsklausulen og nødvendig og passende klausulen i artikel et således, at kongressen kan gennemføre lovgivning, som hverken er direkte anført i listen over beføjelser eller direkte er nægtet i begrænsningerne af Kongressens beføjelser. I McCulloch v. Maryland (1819), faldt USA's højesteret tilbage på den præcise ordlyd af nødvendig og passende klausulen og fortolkede, at den skulle læses således at Kongressen havde "de førnævnte magtbeføjelser og alle andre beføjelser..."

### Artikel II: Udøvende magt
Sektionsanalyse
Sektion 1 skaber præsidentembedet. Sektionen siger, at den udførende magt ligger ved præsidenten. Præsidentens embedsperiode er fire år, og vicepræsidenten har en tilsvarende embedsperiode. Denne sektion fastlagde oprindelig metoden for valg af præsident og vicepræsident, men denne metode er blevet ændret med den 12. tilføjelse.
- Kvalifikationer. Præsidenten skal være indfødt borger i De Forenede Stater, mindst 35 år gammel og have boet i De Forenede Stater i mindst 14 år. En forældet del af denne sektion siger, at i stedet for indfødt borger, er det tilstrækkeligt at være statsborger da forfatningen blev vedtaget. Årsagen til denne klausul var at tillade valg af Alexander Hamilton, som var født i Vestindien.

- Efterfølgelse. Sektion 1 angiver at vicepræsidenten efterfølger præsidenten, hvis præsidenten bliver fjernet, er ude af stand til at varetage sit embede, dør i embedsperioden eller træder tilbage. Den oprindelige tekst ("the same shall devolve") lod det være uklart om denne efterfølgelse var tænkt til at være som fungerende præsident indtil en anden var blevet valgt, eller permanent i resten af embedsperioden. Efter William Henry Harrisons død fortsatte John Tyler permanent i resten af perioden, denne praksis blev fulgt da senere præsidenter døde i embedet. I dag fastslår den 25. tilføjelse, at vicepræsidenten bliver præsident når præsidenten dør eller bliver ude af stand til at varetage sit embede.

- Betaling. Præsidenten modtager "kompensation" for at være præsident, og denne kompensation må hverken øges eller sænkes under præsidentens embedsperiode. Præsidenten må ikke modtage anden kompensation fra hverken De Forenede Stater eller nogen enkeltstat.

- Embedsed. Den sidste klausul fastlægger præsidenteden.

Sektion 2 tildeler præsidenten betydelige magtbeføjelser:
- Præsidenten er den øverstkommanderende (Commander in Chief) for de væbnede styrker og delstaternes militser, når er indkaldt til føderal tjeneste.
- Præsidenten kan kræve stillingtagen fra de øverste embedsmænd i den føderale regering.
- Præsidenten kan tildele lettelser og benådninger, undtagen i sager om højforræderi (dvs. præsidenten kan ikke benåde sig selv for at undgå en højforræderianklage fra Kongressen).

Sektion 2 tildeler og afgrænser præsidentens ret til
grants and limits the president's appointment powers:
- Præsidenten han indgå traktater, med råd og billigelse fra senatet, forudsat to-tredjedele af de tilstedeværende senatorer godkender.
- Med råd og godkendelse fra senatet kan præsidenten udpege ambassadører, andre offentlige tjenere og konsuler, højesteretsdommere, og alle andre embedsmænd hvis udnævnelse ikke på anden vis er beskrevet i forfatningen.
- Kongressen kan tildele bemyndigelse til på egen hånd at udpege lavere embedsmænd til præsidenten, domstolene eller lederne af departementerne.
- Præsidenten han gennemføre enhver af disse udpegelser, når kongressen ikke er samlet. En sådan udpegning udløber ved afslutningen af kongressens næste session.

Sektion 3 indleder med at beskrive præsidentens forhold til kongressen:
- Præsidenten rapporterer om Unionens tilstand (state of the union).
- Præsidenten kan indkalde det ene eller begge kongressens kamre.
- Når de to kamre ikke kan enes om hvornår en kongressamling skal afsluttes, kan præsidenten hjemsende dem indtil et tidspunkt i fremtiden.

Sektion 3 tilføjer:
- Præsidenten modtager ambassadører.
- Præsidenten fører tilsyn med at lovene loyalt håndhæves.
- Præsidenten sørger for varetagelse af alle den føderale regerings funktioner.

Sektion 4 fastlægger regler for fjernelse af præsidenten og andre føderale embedsmænd. Præsidenten fjernes, hvis han dømmes for forræderi, bestikkelse eller andre alvorlige forbrydelser eller forseelser.

### Artikel III: Den dømmende magt
Artikel tre beskriver det føderale domstolssystem (den dømmende magt), herunder USA's højesteret. Artiklen forlanger at der kun er en retsinstans ved navn højesteret (Supreme Court). Kongressen kan efter eget skøn etablere underordnede domstole, hvis kendelser kan prøves ved Højesteret. Artikel fastslår også retten til at blive dømt af nævninge i alle kriminalsager, definerer forbrydelsen forræderi, og pålægger Kongressen at sørge for straf herfor. Denne artikel definerer også hvilke sager, der kan forelægges en føderal domstol, hvilke sager der skal først skal forelægges Højesteret, og at alle andre sager, der føres ved højestreret er appelsager efter retningslinjer udformet af Kongressen.

### Artikel IV: Delstaternes beføjelser
Artikel fire beskriver forholdet mellem staterne og føderationen og mellem staterne indbyrdes. F.eks. forlanges det, at stater yder "full faith and credit" (fuld tillid) til offentlige handlinger, arkiver og referater i andre stater. Kongressen har lov til at regulere hvorledes beviser på sådanne handlinger, arkiver og referater kan inddrages. "Privileges and immunities" klausulen forbyder staters regeringer at diskriminere borgere fra andre stater til fordel for egne indbyggere. Det fastlægger også hvorledes udlevering mellem stater skal foregå, og fastlægger den juridiske basis for bevægelsesfrihed og rejser mellem staterne. I dag bliver denne regel til tider anset for selvfølgelig, især af borgere, som bor nær staternes grænser, men i tiden før vedtagelsen af forfatningen var det ofte meget vanskeligt og kostbart at krydse grænserne. Artikel fire fastlægger også regler for etablering og optagelse af nye stater. Territorial klausulen giver Kongressen magt til at fastsætte regler for afhændelse af føderal ejendom og styre ikke-statslige områder af De forenede Stater. Endelig kræver sektion 4 i artikel fire at De forenede Stater garanterer hver stat en republikansk styreform samt at beskytte staterne mod invasion og vold.

### Artikel V: Tilføjelser
En tilføjelse kan ratificeres på tre måder:
- Tilføjelsen kan godkendes af to-tredjedele af begge kongressens kamre og derpå sendes til delstaterne til godkendelse.
- To-tredjedele af staternes lovgivende forsamlinger kan anmode Kongressen om et forfatningskonvent der skal overveje ændringer, som derpå sendes til delstaterne til godkendelse.
- Kongressen kan forlange ratificering af særlige konventer i delstaterne. Denne konventmetode er kun blevet anvendt en gang, nemlig ved den 23. tilføjelse, som fjernede den 21. tilføjelse (spiritusforbuddet).

Uanset hvordan en tilføjelse er blevet foreslået, kræver den endelige ratifikation at tre fjerdedele af staterne godkender den.
I dag placerer artikel fem kun en begrænsning på hvad der kan tilføjes: ingen tilføjelse må berøve en delstat dens ligelige repræsentation i Senatet uden delstatens godkendelse. Den oprindelige artikel fem indeholdt yderligere begrænsninger på tilføjelser vedrørende slaveri og beskatning, men disse begrænsninger udløb i 1808.

### Artikel VI: Føderale magtbeføjelser
Artikel seks fastlægger, at forfatningen, love og traktater som De Forenede Stater har indgået i overensstemmelse hermed er den overordnede lovgivning i landet og at "dommerne i alle stater skal være bundet heraf, uanset hvad der måtte fremgå af love eller forfatninger i en delstat"
Den accepterer også statsgæld, som er optaget i overensstemmelse med den forrige forfatning, og kræver at alle føderale og statslige lovgivere, embedsmænd og dommere skal aflægge ed på at ville støtte forfatningen. Det betyder, at delstaternes forfatninger og lovgivning i øvrigt ikke må være i strid med den føderale forfatning, og at i tilfælde af konflikt skal dommere i delstaten følge de føderale love og forfatningen frem for delstaternes love.
Artikel seks fastsætter også at "ingen religiøs prøve skal nogensinde blive krævet som kvalifikation for at beklæde et embede eller post under De forenede Stater".

### Artikel VII: Ratifikation
Artikel syv fastlægger betingelserne for ratifikation af forfatningen. Forfatningen ville først træde i kraft når ni delstater havde ratificeret forfatningen på statslige konventer, som var indkaldt specielt til dette formål, og den ville kun gælde i de stater som ratificerede den. (Se ovenfor Udkast og ratifikationsbetingelser.)

## Juridisk gennemsyn
Den måde forfatningen forstås er påvirket af domstolsafgørelser, især de fra USA's højesteret. I retssagen fra 1803 Marbury v. Madison, fastslog højesteret doktrinen om juridisk gennemsyn. Juridisk gennemsyn er rettens beføjelse til at gennemgå føderal lovgivning, udøvende organers regelsæt og delstaternes love for at afgøre om de er i overensstemmelse med forfatningen. Juridisk gennemgang indebærer at retten har ret til at udlægge betydningen af forfatningen i forhold til bestemte sager. I årenes løb har rettens afgørelser vedrørende forhold som strækker sig myndighedernes regulering af radio og tv til anklagedes rettigheder i kriminalsager ændret den måde mange af forfatningens regler fortolkes på, uden at der er sket tilføjelser til teksten i forfatningen.
Lovgivning som er vedtaget for at gennemføre forfatningen eller til at tilpasse disse love til ændrede forhold udvider og ændrer på subtil måde betydningen af de ord som står i forfatningen. Indtil en vis grad har regler og regulativer fra mange føderale organer en tilsvarende effekt. Hvis en handling fra Kongressen eller et regeringsorgan bliver udfordret, er det imidlertid domstolssystemet, som i sidste ende afgør om disse handlinger kan tillades i forhold til forfatningen.

## Tilføjelser
De som udformede forfatningen var klar over, at ændringer ville blive nødvendige, hvis forfatningen skulle overleve at nationen voksede. De var imidlertid også opmærksomme på, at sådanne ændringer ikke skulle være lette at gennemføre, for ikke at tillade uigennemtænkte og hurtigt gennemførte ændringer. På den anden side ønskede de også at sikre, at et stramt krav om enstemmighed ikke måtte blokere en ændring som et stort flertal af befolkningen ønskede. Deres løsning var en to-trins proces for fremsættelse og godkendelse af tilføjelser.
Tilføjelser til forfatningen foregår i to trin: Tilføjelser skal foreslås og derpå godkendes. Tilføjelser kan foreslås på to måder. Indtil videre er alle tilføjelser, uanset om de er blevet godkendt eller ej, blev foreslået af to-tredjedeles flertal i hvert af Kongressens kamre. Over 10.000 forfatningsændringer er blevet foreslået i Kongressen siden 1789. I de sidste 10-år har det ligget på 100-200 om året. De fleste af disse udkast når aldrig længere end til en kongreskomite, og langt færre bliver foreslået af Kongressen til ratificering.
Alternativt kan to-tredjedele af staternes lovgivende forsamlinger kræve en tilføjelse. Kongressen må da indkalde til et forfatningskonvent, som har ret til at foreslå ændringer. Da et sådant konvent aldrig er blevet indkaldt, er det uklart hvordan et sådant kan fungere i praksis. I to tilfælde – omfordeling i 1960'erne og et balancerende føderalt budget i 1970'erne og 1980'erne – har forsøg på at bruge denne proces manglet to stater i at kunne udløse et forfatningskonvent.
Uanset hvorledes en tilføjelse bliver foreslået, måd den også ratificeres af tre-fjerdedele af delstaterne. Kongressen beslutter om det er staternes lovgivende forsamlinger, der skal godkende, eller om der skal indkaldes særlige statslige konventer, som skal godkende tilføjelsen. Den 21. forfatningstilføjelse er den eneste, som anvendte statslige konventer til ratifikationen.
Der er i øjeblikket kun nogle få forslag til tilføjelser, som er genstand for almindelig politisk debat. De omfatter den føderale ægteskabstilføjelse, det balancerede budget tilføjelsen og vanhelligelse af flaget tilføjelsen. Alle tre forslag får primært støtte fra konservative kræfter, men blev ikke gennemført i perioder, hvor Republikanerne havde kontrollen over Kongressen og kunne have opnået de nødvendige kvalificerede flertal.
I modsætning til tilføjelser til de fleste formatninger bliver tilføjelser til den amerikanske forfatning tilføjet den eksisterende tekst uden at ændre eller fjerne det som allerede står i den, selv om der ikke er nogen hindring for at gøre det.

### Gennemførte tilføjelser
Forfatningen har 27 tilføjelser. De første 10, som i fællesskab er kendt som United States Bill of Rights (de borgerlige rettigheder), blev ratificeret samtidig i 1791. De senere 17 blev ratificeret hver for sig i løbet af de følgende 200 år.

#### Bill of Rights (Tilføjelse 1 til 10)
Det er almindeligt kendt, at oprindelig var det ikke meningen, at Bill of Rights skulle omfatte staterne, men der er ikke nogen sådan begrænsning indeholdt i teksten, undtagen når en tilføjelse direkte henviser til den føderale regering. Et eksempel er 1. tilføjelse, som blot siger, at "Kongressen må ikke vedtage nogen lov...", hvorefter nogle stater i de tidlige år fastsatte en statsreligion. En regel om uanvendelighed på staterne eksisterede indtil 1868, hvor den 14. tilføjelse blev vedtaget, der bl.a. siger:
| Citat | Ingen stat må indføre eller håndhæve en lov, som indskrænker de privilegier eller friheder, som borgere i De forenede Stater nyder, ligeledes må ingen stat berøve nogen for liv, frihed eller ejendom uden behørig rettergang, eller nægte nogen person indenfor dets embedsområde en ligelig retsbeskyttelse. | Citat |
|       | |       |

Øversteret har fortolket denne klausul således, at hovedparten, men ikke hele Bill of Rights omfatter staterne. Trods det er afvejningen mellem staternes og føderationens magt forblevet et stridspunkt i højesteret.
De tilføjelser, der blev til Bill of Rights var de sidste ti af de tolv tilføjelser, der blev foreslået i 1789. Den anden af de tolv foreslåede tilføjelser, vedrørende vederlag til medlemmer af Kongressen forblev uratificeret indtil 1992, hvor de lovgivende forsamlinger i tilstrækkelig mange stater endelig godkendte den. Som følge heraf blev den efter at have ventet i to århundreder til den 27. tilføjelse til forfatningen.
Den første af de tolv, som teknisk set stadig ligger til godkendelse i staternes lovgivende forsamlinger, vedrører fordeling af pladser i Repræsentanternes hus efter hver tiårlige folketælling. Den seneste stat, som vides at have ratificeret dette forslag var Kentucky i 1792, i den første måned efter at den var blevet en stat.
- 1. tilføjelse: omhandler religionsfriheden (forbyder Kongressen at fastsætte en religion og beskytter retten til frit at udøve religion, talefrihed, pressefrihed, forsamlingsfrihed og ret til at gøre indsigelse).
- 2. tilføjelse: garanterer individets ret til at eje skydevåben. Se District of Columbia v. Heller.
- 3. tilføjelse: forbyder regeringen fra at bruge private hjem som kvarter for soldater i fredstid uden ejerens samtykke. Den eneste retssag vedrørende denne tilføjelse er en underretsdom i sagen Engblom v. Carey.[20]
- 4. tilføjelse: beskytter mod ransagelser, arrestation og konfiskering af ejendom uden specifik hjemmel eller en "gyldig grund" til at tro, at en forbrydelse er blevet begået. Nogle rettigheder om privatlivets fred er uddraget af denne tilføjelse og andre er fastslået af højesteret.
- 5. tilføjelse: forbyder rettergang for forbrydelser med mindre der er rejst tiltale af en grand jury, forbyder gentagen rettergang, undtagen ved meget specielle omstændigheder, forbyder straf uden korrekt rettergang og fastslår, at en anklaget ikke er forpligtet til at vidne mod sig selv (dette kaldes: "Pleading the Fifth"). Dette anses for "den anklagedes rettigheder" tilføjelsen, også kaldet Miranda rettighederne efter en højesteretssag. Tilføjelsen forbyder regeringen at ekspropriere privat ejendom uden "rimelig erstatning".
- 6. tilføjelse: garanterer en hurtig offentlig rettergang i kriminalsager. Den forlanger anvendelse af nævningedomstol, garanterer retten til juridisk bistand til den anklagede (forsvarer), og garanterer at den anklagede kan forlange at vidner overværer sagen, og afgiver vidneudsagn mens den anklagede er til stede. Den garanterer også anklagede retten til at kende de anklager, som er rejst mod ham. Den 6. tilføjelse er knyttet til adskillige retssager, herunder Powell v. Alabama, United States v. Wong Kim Ark, Gideon v. Wainwright og Crawford v. Washington. I 1966 afgjorde højesteret, at 5. tilføjelses forbud mod tvungen selvinkriminering og den 6. tilføjelses klausul om ret til en forsvarer skulle meddeles alle personer, som blev arresteret, og disse klausuler er blevet kendt som Miranda rettighederne.
- 7. tilføjelse: sikrer nævningeting i civilretlige sager.
- 8. tilføjelse: forbyder for store kautionsbeløb eller bøder samt grusom og usædvanlig straf.
- 9. tilføjelse: erklærer, at opremsningen af individets rettigheder i forfatningen og Bill of Rights ikke er udtømmende, og at de andre rettigheder, som ikke specifikt er omtalt, fortsat ligger ved folket.
- 10. tilføjelse: reserverer henholdsvis staterne eller folket enhver magt, som forfatningen ikke har henført til føderationen eller forbyder staterne fra at udøve.

#### Senere tilføjelser (11 til 27)
Tilføjelserne til forfatningen efter Bill of Rights dækker mange emner. Hovedparten af de 17 senere tilføjelser stammer fra forsætte bestræbelser på at udvide individernes civile eller politiske rettigheder mens nogle få drejer sig om at ændre den grundlæggende regeringsstruktur, som blev skitseret i Philadelphia i 1787. Selv om De Forenede Staters forfatning har fået 27 tilføjelser er kun 26 af dem i kraft, da den 21. tilføjelse trådte i stedet for den 18.
- 11. tilføjelse (1795): Præciserer den juridiske magt over udenlandske borgere, og begrænser borgernes mulighed for at sagsøge staterne ved føderale domstole efter føderal lov. (Fulde tekst)
- 12. tilføjelse (1804): Ændrer metoden ved præsidentvalg, så medlemmer af valgkollegiet stemmer om såvel præsident som vicepræsident. (Fulde tekst)
- 13. tilføjelse (1865): Forbyder slaveri og giver Kongressen ret til at håndhæve forbuddet. (Fulde tekst)
- 14. tilføjelse (1868): Definerer en række garantier for amerikansk statsborgerskab. Forbyder stater at indskrænke borgeres privilegier eller immunitet eller ret til passende rettergang og ligelig juridisk beskyttelse. Fjerner tre-femtedels kompromisset (Se ovenfor Philadelphiakonventets arbejde, og forbyder annullering af føderationens gæld som følge af borgerkrigen. (Fulde tekst)
- 15. tilføjelse (1870): Forbyder føderationsregeringen og staterne fra at bruge borgeres race, farve eller tidligere status som slave som kvalifikation for stemmeret. (Fulde tekst)
- 16. tilføjelse (1913): Tillader ikke formålsbestemt indkomstskat. (Fulde tekst)
- 17. tilføjelse (1913): Indfører direkte valg af senatorer. (Fulde tekst)
- 18. tilføjelse (1919): Forbød fremstilling, import og eksport af alkoholiske drikke (se Spiritusforbuddet). Afskaffet med 21. tilføjelse. (Fulde tekst)
- 19. tilføjelse (1920): Forhindrer den føderale regering og staterne i at forbyde nogen borger at stemme på grund af deres køn (kvindernes valgret). (Fulde tekst)
- 20. tilføjelse (1933): Ændrer detaljer omkring Kongressens og præsidentens valgperiode og præsidentens "arvefølge". (Fulde tekst)
- 21. tilføjelse (1933): Tilbagekalder 18. tilføjelse. Tillader stater at forbyde import af alkoholiske drikke. (Fulde telst)
- 22. tilføjelse (1951): Begrænser præsidentens embedstid til to perioder. (Fulde tekst)
- 23. tilføjelse (1961): Tildeler valgmænd ved præsidentvalget til District of Columbia. (Fulde tekst)
- 24. tilføjelse (1964): Forbyder den føderale regering og staterne at kræve skattebetaling som kvalifikation for stemmeret for føderale embedsmænd. (Fulde tekst)
- 25. tilføjelse (1967): Ændrer detaljer vedrørende præsidentens "arvefølge". Giver mulighed for midlertidig fjernelse af præsident, og giver grundlag for erstatning af vicepræsidenten.(Fulde tekst)
- 26. tilføjelse (1971): Forbyder den føderale regering og staterne at forbyde nogen person over 18 år retten til at stemme på grund af alder. (Fulde tekst)
- 27. tilføjelse (1992): Begrænser Kongressens lønstigninger. (Fulde tekst)

### Ikke ratificerede tilføjelser
Af de 33 tilføjelser, som er blevet foreslået af Kongressen har seks ikke opnået ratifikation af de krævede tre-fjerdedele af delstaternes lovgivende forsamlinger, og fire af disse seks afventer teknisk set stadig de statslige lovgivere (se Coleman v. Miller). Fra og med den 18. tilføjelse har hver foreslået tilføjelse indeholdt en deadline for godkendelse, bortset fra den 19. tilføjelse (stemmeret for kvinder) og børnearbejdstilføjelsen, som blev foreslået i 1924 og stadig ikke er blevet ratificeret. De følgende er ikke ratificerede forslag:
- Tilføjelsen om Kongressens fordeling, som blev foreslået af den 1. Kongres den 25. september 1789, og definerede en formel for hvor mange medlemmer der skulle være i Repræsentanternes hus efter hver folketælling. Den blev ratificeret af 11 stater, den sidste var Kentucky i 1793, men indeholder ingen udløbsdato for ratificering. I princippet kan den stadig blev ratificeret, om end den ifølge teksten er forældet, når befolkningen i USA når 10 mio.
- Den såkaldt manglende 13. tilføjelse eller: Adelstiteltilføjelsen blev foreslået af den 11. kongres den 1. maj 1810, og ville have fjernet statsborgerskabet for enhver amerikaner, som modtog: "enhver adelstitel eller ærestitel" fra en fremmed magt. Nogle hævder at denne tilføjelse rent faktisk blev ratificeret af tilstrækkelig mange stater, og at en sammensværgelse har undertrykt den, men det er blevet grundigt afkræftet.[21] Den vides at være godkendt af lovgiverne i 12 stater, den sidste i 1812, men denne tilføjelse har ingen udløbsdato, så den kan stadig ratificeres.
- Corwintilføjelsen, som blev foreslået af den 36. Kongres den 2. marts 1861, ville have forbudt ethvert forsøg på efterfølgende at tilføje forfatningen en bemyndigelse til den føderale regering om at "afskaffe eller blande sig i" staternes hjemlige institutioner (en omskrivning af slaveriet). Den blev kun ratificeret af de lovgivende forsamlinger i Ohio og Maryland inden borgerkrigens udbrud. Lovgiverne i Illinois udgjorde et statsligt statslig forfatningskonvent på dette tidspunkt og godkendte den også, men denne handling er af tvivlsom validitet. Den foreslåede ændringer har ingen udløbsdato og kan stadig ratificeres. Indførelsen af 13., 14. og 15. tilføjelse efter borgerkrigen betyder imidlertid formentlig, at tilføjelsen ville være virkningsløs, hvis den blev indført.
- En tilføjelse om børnearbejde, som blev foreslået af den 68. kongres den 2. juni 1924. Den fastlægger at "Kongressen skal have bemyndigelse til at begrænse, regulere og forbyde arbejde af personer under 18 år". Det er særdeles usandsynligt at denne tilføjelse bliver ratificeret, da senere føderale børnearbejdslove alle er blevet godkendt som en korrekt udøvelse af Kongressens beføjelser ifølge handelsklausulen.

Overskredne deadlines. Denne kategori adskiller sig fra de fire foregående tilføjelser ved ikke at være ratificeret inden deres deadline, og er dermed udløbet.
- Ligeretstilføjelsen, som bl.a. lyder "Ligeret ifølge loven må ikke nægtes eller indskrænkes af De forenede Stater eller af nogen stat på grund af køn". Den blev foreslået af den 92. Kongres den 22. marts 1972 og blev ratificeret af 35 stater. Den udløb enten den 22. marts eller 30. juni 1982 alt efter hvilket synspunkt man indtager til en kontroversiel tre års forlængelse af deadline, som blev vedtaget af den 95. kongres i 1978. Af de 35 stater trak fire deres ratifikation tilbage inden udløbet af den udvidede ratifikationsperiode, som begyndte den 23. marts 1979 mens en femte ikke trak sin ratifikation tilbage, men vedtog en resolution om at dens godkendelse ikke ville række længere end til 22. marts 1979. Der er fortsat uenighed om hvorvidt sådanne tilbagekaldelser er lovlige. Ingen domstol har afgivet kendelse herom, heller ikke højesteret. Et fortilfælde mod lovligheden af en tilbagekaldelse blev første gang fastslået under ratificeringen af 14. tilføjelse da Ohio og New Jersey trak deres tidligere godkendelser tilbage, men alligevel blev talt med som ratificerende stater da den 14. tilføjelse til sidst blev erklæret en del af forfatningen i 1868.
- Tilføjelsen om stemmeret for District of Columbia blev foreslået af den 95. kongres den 22. august 1978. Hvis denne tilføjelse var blevet ratificeret ville den have tildelt Washington, D.C. to senatorer og mindst et medlem af Repræsentanternes hus, som om District of Columbia var en stat. Denne tilføjelse blev kun godkendt af de lovgivende forsamlinger i 16 stater (ud af de nødvendige 38), og tilføjelsen udløb den 22. august 1985.

## Kritik af forfatningen
Adskillige akademikere har kritiseret forfatningen for specifikke mangler. Professor Larry Sabato fra University of Virginia ønsker en tilføjelse om organisering af primærvalg for at undgå at alle stater prøver på at komme først, længe før selve valget, hvilket efter hans mening vil være i strid med nationens interesser. Sabato beskriver andre indvendinger i sin bog A More Perfect Constitution. Richard Labunski er enig med Sabato om den "usammenhængende organisering af primærvalg og opstillingsmøder", og beskylder forfatningen for at gøre det muligt for præsidenter at fortsætte upopulære krige, for at kræve at præsidenter skal være "fødte borgere", for at højesteretsdommere kan sidde i deres embede til de dør, hvilket "forårsager gamle dommere, som repræsenterer synspunkter fra tidligere generationer bedre end aktuelle synspunkter." Han kritiserer ligeledes muligheden for at et mindretal kan bestemme: "Hvis de 26 mindst befolkede stater stemmer som en blok, ville de kontrollere senatet med knap 17% af landets befolkning."
Den juridiske professor Sanford Levinson fra University of Texas funderer over om det giver mening at give "Wyoming det samme antal stemmer som California, som har ca. 70 gange så stor befolkning". Han mener at denne ubalance medfører en "stadig omfordeling af ressourcer fra store stater til små stater." Levinson er kritisk overfor valgmandskollegiet, da det tillader muligheden af at vælge præsidenter, som ikke har opnået flertallet af stemmer. Levinsons bog Our Undemocratic Constitution opremser talrige mangler i den nuværende forfatning, herunder det synspunkt, at små stater har for meget at sige i Senatet., samt at forfatningen ikke giver folket en hurtig måde at fjerne inkompetente eller syge præsidenter på. Desuden kan Levinson ikke lide valgmandskollegiet. Fem gange i USA's historie er præsidenter blevet valgt af valgmandskollegiet på trods af at de ikke havde flertallet i befolkningen bag sig: 1824 (John Quincy Adams), 1876 (Rutherford B. Hayes), 1888 (Benjamin Harrison), 2000 (George W. Bush) og 2016 (Donald Trump). Andre har kritiseret den politisk betingede ændring af valgdistrikter, som populært kaldes gerrymandering.
Vanderbilt professoren Dana D. Nelson mener at præsidentposten er blevet for magtfuld. I sin bog Bad for Democracy, hævder hun at alt hvad borgerne lader til at foretage sig politisk, er at vælge en præsident hvert fjerde år, og ikke meget andet. Nelson kritiserer overdreven hyldning af præsidenten eller præsidentialisme og ser posten som grundlæggende udemokratisk.
Yale professoren Robert A. Dahl ser et problem i den amerikanske tendens til betragte forfatningen i sig selv med ærbødighed, og ser sider af det amerikanske styre, som er "usædvanlige og potentielt udemokratiske: det føderale system, tokammersystemet, juridisk gennemsyn, præsidentialisme og valgmandskollegiet." Levinson, Labunski og andre har opfordret til et Andet forfatningskonvent, selv om professorer som Dahl mener, at der ikke er noget reelt håb om at det nogensinde vil ske.

### Primære kilder
- "The Avalon Project: Notes on the Debates in the Federal Convention". The Avalon Project at Yale Law School. Arkiveret fra originalen 26. oktober 2007. Hentet 2008-01-20.
- Bailyn, Bernard, ed. The Debate on the Constitution: Federalist and Antifederalist Speeches, Articles, and Letters During the Struggle for Ratification. Part One: September 1787 to February 1788 (The Library of America, 1993) ISBN 0-940450-42-9
- Bailyn, Bernard, ed. The Debate on the Constitution: Federalist and Antifederalist Speeches, Articles, and Letters During the Struggle for Ratification. Part Two: January to August 1788 (The Library of America, 1993) ISBN 0-940450-64-X
- Garvey, John H. ed. Modern Constitutional Theory: A Reader 5th ed 2004; 820pp.
- Mason, Alpheus Thomas and Donald Grier Stephenson, ed. American Constitutional Law: Introductory Essays and Selected Cases (14th Edition) (2004)
- Tribe, Laurence H. American Constitutional Law (1999)

### Referencebøger
- Hall, Kermit, ed. The Oxford Companion to the Supreme Court of the United States. Oxford U. Press, 1992. 1032 pp.
- Levy, Leonard W. et al., ed. Encyclopedia of the American Constitution. 5 vol; 1992; 3000 pp
- US Law Dictionary Arkiveret 12. august 2006 hos  Wayback Machine

### Sekundære kilder
- Amar, Akhil Reed (2005). "In the Beginning". America's Constitution: A Biography. New York: Random House. ISBN 1-4000-6262-4.
- Anastaplo, George, "Reflections on Constitutional Law" 2006 ISBN 0-8131-9156-4
- Beard, Charles. An Economic Interpretation of the Constitution of the United States, 1913.
- Richard R. Beeman, Stephen Botein, and Edward C., Carter, II, eds., Beyond Confederation: Origins of the Constitution and American National Identity (University of North Carolina Press, 1987);
- Bernstein, Richard B. Are We to Be a Nation? The Making of the Constitution (Harvard University Press, 1987);
- Bernstein, Richard B. Amending America: If We Love the Constitution So Much, Why Do We Keep Trying to Change It? (New York: Times Books/Random House, 1993; Lawrence: University Press of Kansas, 1995);
- Gregory Casey. "The Supreme Court and Myth: An Empirical Investigation," Law & Society Review, Vol. 8, No. 3 (Spring, 1974), pp. 385–420
- Countryman, Edward, ed. What Did the Constitution Mean to Early Americans.Bedford/St. Martin's, 1999. xii + 169 pp. online review ISBN 0-312-18262-7.
- Edling, Max M. (2003). A Revolution in Favor of Government: Origins of the U.S. Constitution and the Making of the American State. Oxford University Press. ISBN 0-19-514870-3.
- Ely, James W., Jr. The Guardian of Every Other Right: A Constitutional History of Property Rights. Oxford U. Press, 1992. 193 pp.
- Fallon, Richard H. (2004). The Dynamic Constitution: An Introduction to American Constitutional Law. Cambridge University Press. ISBN 0-521-84094-5.
- Finkelman, Paul. Slavery and the Founders: Race and Slavery in the Age of Jefferson (M.E. Sharpe, 1996);
- Fritz, Christian G. American Sovereigns: The People and America's Constitutional Tradition Before the Civil War (Cambridge University Press, 2008) [ISBN 978-0-521-88188-3
- Hoffer, Peter Charles. The Law's Conscience: Equitable Constitutionalism in America. U. of North Carolina Press, 1990. 301 pp.
- Irons, Peter. A People's History of the Supreme Court. 2000. 542 pp.
- Kammen, Michael (1986). A Machine that Would Go of Itself: The Constitution in American Culture. New York: Alfred A. Knopf. ISBN 0-394-52905-7.
- Kelly, Alfred Hinsey; Harbison, Winfred Audif; Belz, Herman (1991). The American Constitution: its origins and development (7th udgave). New York: Norton & Co. ISBN 0-393-96119-2.{{cite book}}:  CS1-vedligeholdelse: Flere navne: authors list (link)
- Kersch, Ken I. Constructing Civil Liberties: Discontinuities in the Development of American Constitutional Law. Cambridge University Press, 2004. 392 pp.
- Kyvig, David E. Explicit and Authentic Acts: Amending the U.S. Constitution, 1776–1995 (Lawrence: University Press of Kansas, 1996);
- Levin, Daniel Lessard. Representing Popular Sovereignty: The Constitution in American Political Culture. State U. of New York Press., 1999. 283 pp.
- Licht, Robert A., ed. The Framers and Fundamental Rights. American Enterprise Inst. Press, 1991. 194 pp.
- Marshall, Thurgood, "The Constitution: A Living Document," Howard Law Journal 1987: 623-28.
- Powell, H. Jefferson. A Community Built on Words: The Constitution in History and Politics. University of Chicago Press, 2002. 251 pp.
- Rakove, Jack N. Original Meanings: Politics and Ideas in the Making of the Constitution. Knopf, 1996. 455 pp.
- Sandoz, Ellis. A Government of Laws: Political Theory, Religion, and the American Founding. Louisiana State U. Press, 1990. 259 pp.
- Sheldon, Charles H. Essentials of Constitutional Law: The Supreme Court and the Fundamental Law (2001) 208 pp
- VanBurkleo, Sandra F.; Hall, Kermit L.; and Kaczorowski, Robert J., eds. Constitutionalism and American Culture: Writing the New Constitutional History. University Press of Kansas, 2002. 464 pp.
- Mazzone, Jason (2005). "The Creation of a Constitutional Culture". Tulsa Law Review. 40 (4): 671.
- Smith, Jean Edward; Levine, Herbert M. (1988). Civil Liberties & Civil Rights Debated. Englewood Cliffs, New Jersey: Prentice Hall.{{cite book}}:  CS1-vedligeholdelse: Flere navne: authors list (link)
- Smith, Jean Edward (1989). The Constitution and American Foreign Policy. St. Paul, MN: West Publishing Company.
- White, G. Edward. The Constitution and the New Deal. Harvard University Press, 2000. 385 pp.
- Wiecek, William M., "The Witch at the Christening: Slavery and the Constitution's Origins," Leonard W. Levy and Dennis J. Mahoney, eds., The Framing and Ratification of the Constitution (Macmillan, 1987), 178-84.

## Yderligere læsning
- Klos, Stanley L. (2004). President Who? Forgotten Founders. Pittsburgh, Pennsylvania: Evisum, Inc. s. 261. ISBN 0-9752627-5-0.

## Eksterne kilder

### National Archives
- National Constitution Center
- The National Archives Experience—Constitution of the United States
- The National Archives Experience—High Resolution Downloads of the Charters of Freedom
- National Constitution Center's "Interactive Constitution" (Webside ikke længere tilgængelig)

### Officielle regeringskilder
- Analyse og fortolkning af USA's forfatning Arkiveret 6. december 2006 hos  Wayback Machine: Kommenteret forfatning med beskrivelser af vigtige sager (officiel udgivelse fra USA's senat)
- USA's forfatning og tilknyttede ressourcer: Library of Congress

### Andre hjemmesider
- Kommenteret forfatning fra Congressional Research Service i Library of Congress (udgivet af Cornell University)
- Lydgengivelse af forfatningen i MP3 format Arkiveret 31. maj 2008 hos  Wayback Machine fra University of Chicago Law School
- Mobilvenlig udgave af forfatningen

|  | Infoboks uden skabelon Denne artikel har en infoboks dannet af en tabel eller tilsvarende. |